# Aida Oulmou
Pour l’article homonyme, voir Oulmou.
Aida Oulmou, née le 26 avril 1990 à Béjaïa[réf. nécessaire], est une chanteuse algérienne,,,.

## Biographie
Elle rejoint le conservatoire de sa ville dès son enfance où elle apprend le solfège et le chant. Elle se consacre à la musique et à la danse durant son adolescence à travers différentes associations culturelles et artistiques[réf. souhaitée].
Après une formation au cours Florent, elle décide de rentrer dans son pays natal et se consacre à la musique, effectuant plusieurs  contrats dans des hôtels nationaux et internationaux où elle se produit régulièrement dans un répertoire jazz, blues, rock, rhythm and blues, funk et pop.
En 2019 elle remporte la demi-finale de l'émission MBC The Voice Ahla Sawt,,.
En 2023 elle a participé à la nouvelle saison de l'émission Coke Studio, où deux chansons seront lancées avec une nouvelle approche musicale,,,,.

## Émissions télévisées
- Raïna Hak (animatrice).
- The Voice (demi-finale).

## Cinéma
- Héliopolis : Chanteuse

## Prix artistiques
- Prix de la Révélation de l'année en 2015[15]